# Parafia św. Jozafata Kuncewicza w Zamchu
Parafia św. Jozafata Kuncewicza w Zamchu – parafia rzymskokatolicka znajdująca się w dekanacie Tarnogród, w diecezji zamojsko-lubaczowskiej. 
Parafia erygowana została 5. października 1928 roku dekretem ówczesnego biskupa lubelskiego Mariana Fulmana.
Do parafii należą wierni z następujących miejscowości: Borowiec-Głuchy, Borowiec, Zamch.
Liczba mieszkańców: 1500. 